# Ostriiv, Mlîniv
Ostriiv (în ucraineană Остріїв) este un sat în comuna Dobreatîn din raionul Mlîniv, regiunea Rivne, Ucraina.

## Demografie
Componența lingvistică a localității Ostriiv
     Ucraineană (99,37%)
     Alte limbi (0,63%)
Conform recensământului din 2001, majoritatea populației localității Ostriiv era vorbitoare de ucraineană (99,37%), existând în minoritate și vorbitori de alte limbi.